# Font d'en Baster
La font d'en Baster és una font, en forma d'ullal natural, que està situada a la possessió de Son Quint, a Esporles, Mallorca, i s'empra per abastir la ciutat de Palma.
L'aigua es filtra al torrent per sortir uns quilòmetres més avall dins terres de Son Quint, on brolla de manera natural a uns 5 m de fondària del nivell del terreny. Sa font fou tancada amb un recinte circular el 1888 fet amb un mur paredat en verd i acabat en llom d'ase. Actualment la sortida de les aigües es realitza per una canonada de fibrociment de 0,35 m de diàmetre i 725 m de longitud. A èpoques de fortes pluges l'aigua és evacuada per un qanat, sistema originari d'època islàmica consistent en una galeria subterrània que drena aigua des d'un pou mare fins a la superfície, però en activar la canonada la conducció antiga fou retallada per tal de servir de desguàs. L'antiga mina (mina de Canet) de conducció feta de pedra en sec, té un tram inicial d'uns 300 m on hi ha 4 pous de ventilació i tres diferents tipus de coberta que va de cap a Canet i s'Esgleieta.
El Llibre del Repartiment de Mallorca l'anomena la Font de Canet i encara es diu així entre el tram que va de s'Ullal a s'Esgleieta i la seva aigua arribava a Palma fent més de 20 km i movent 32 molins. El 1247, Jaume I atorgà a Guillem Baster la propietat de les aigües de Canet, Esporles, Bunyolí i Puigpunyent. Des de l'època medieval ja s'intentà la construcció d'una canalització per conduir les aigües de la font a Palma, ajuntant-les amb les de la Font de la Vila. Aquest projecte fou aprovat i dut a terme l'any 1590, quan se signà un conveni que estipulava l'ús de les aigües de la font d'Esporles per a la ciutat de Palma durant els mesos d'hivern (de desembre a març). L'any 1702 es construí un tramat de síquia per a la conducció d'aquestes aigües a la ciutat. L'any 1888 el seu perímetre es va emmurallar amb un recinte circular per tal d'evitar la caiguda del ramat dins l'ullal. El mes d'octubre de l'any 2002 entrà en servei una nova canonada que permet la utilització per Empresa Municipal d'Aigües i Clavegueram, EMAYA, dels excedents de la Font d'en Baster, en poc més de dos mesos va suposar un increment els recursos hídrics per a l'abastament de Palma en quasi 600.000 m³. La Font d'en Baster fou declarada Bé d'Interès Cultural pel Consell Insular de Mallorca 25 d'agost de 2005.